# Hieracium sinuatum
Hieracium sinuatum là một loài thực vật có hoa trong họ Cúc. Loài này được lindeberg ex Omang mô tả khoa học đầu tiên năm 1910.